# グレグ・ルーゼドスキー
グレゴリー・"グレグ"・ルーゼドスキー（Gregory "Greg" Rusedski、1973年9月6日 - ）は、イギリスの男子プロテニス選手。1997年全米オープン男子シングルス準優勝者。ATPランキング自己最高位はシングルス4位、ダブルス63位。ATPツアーでシングルス15勝、ダブルス3勝を挙げた。身長193cm、体重90kg。バックハンド・ストロークは片手打ち。
カナダ・ケベック州モントリオール出身であり当初はカナダ国籍でツアーに登録していたが、1995年5月にイギリス国籍を取得し、その後はイギリス国籍でツアーを回った選手である。現在はロンドン市内に在住している。左利きのビッグ・サーバーで、サーブの速度では世界最速を競う選手のひとりであった。日本語メディアでは「グレッグ・ルゼドスキー」「グレグ・ルゼドスキー」「グレッグ・ルーゼドスキー」等の表記揺れも見られる。

## 選手経歴
ルーゼドスキーの父親はウクライナ系カナダ人で、母親はカナダに移住したイギリス人である。1991年にプロ入りし、1993年7月にテニス殿堂選手権でツアー初優勝を果たす。1995年5月にイギリス国籍を取得し、男子テニス国別対抗戦デビスカップイギリス代表としてプレーするようになった。
1997年ウィンブルドン選手権で初めてのベスト8進出を果たす。1回戦で第7シードのマーク・フィリプーシスとのビッグ・サーバー対決を制したルーゼドスキーは、その勢いに乗って勝ち進み、一気にセドリック・ピオリーンとの準々決勝まで進出した。同年の全米オープンでは、8月31日にパリで交通事故死したダイアナ元皇太子妃の喪章を着けてプレーしたことが大きな話題を呼んだ。イギリス国民の応援を受けて勝ち進んだ決勝戦で、ルーゼドスキーはパトリック・ラフターに3-6, 2-6, 6-4, 5-7で敗れ、1936年のフレッド・ペリー以来となるイギリス人選手としての全米優勝を果たすことはできなかった。
その後の4大大会成績は、1999年全仏オープンと2001年全豪オープンでの4回戦進出がある。オリンピックのイギリス代表選手としても、1996年アトランタ五輪と2000年シドニー五輪の2度出場した。アトランタではセルジ・ブルゲラとの3回戦まで進出したが、シドニーでは1回戦でフランスのアルノー・クレマンに敗れている。
ルーゼドスキーは2004年と2005年にテニス殿堂選手権で2連覇を果たし、男子ツアー大会でのシングルス優勝を15勝に伸ばしたが、2005年テニス殿堂選手権が彼の最後のツアー優勝になった。最後の4大大会出場になった2006年全米オープンでは、ルーゼドスキーは1回戦で同僚選手のティム・ヘンマンに6-7, 2-6, 3-6のストレートで完敗している。デビスカップ2007ヨーロッパ・アフリカゾーン・グループ1の2回戦で若手のアンディ・マリーと組んだダブルス戦に勝利した後、ルーゼドスキーは33歳で現役引退を表明した。

## ATPツアー決勝進出結果

### シングルス: 27回 (15勝12敗)
| 大会グレード                                  |
| グランドスラム (0-1)                          |
| テニス・マスターズ・カップ (0-0)              |
| グランドスラムカップ (1–0)                    |
| ATPマスターズシリーズ (1-1)                   |
| ATPインターナショナルシリーズ・ゴールド (3-2) |
| ATPインターナショナルシリーズ (10–8)          |

| サーフェス別タイトル |
| ハード (7–5)         |
| クレー (0-1)         |
| 芝 (5-0)             |
| カーペット (3-6)     |

| 結果   | No. | 決勝日         | 大会                 | サーフェス        | 対戦相手                     | スコア                  |
| ------ | --- | -------------- | -------------------- | ----------------- | ---------------------------- | ----------------------- |
| 優勝   | 1.  | 1993年7月11日  | ニューポート         | 芝                | ハビエル・フラナ             | 7–5, 6–7, 7–6           |
| 準優勝 | 1.  | 1993年10月25日 | 北京                 | カーペット (室内) | マイケル・チャン             | 6–7, 7–6, 4–6           |
| 優勝   | 2.  | 1995年4月30日  | ソウル               | ハード            | ラルス・レーマン             | 6–4, 3–1, 途中棄権      |
| 準優勝 | 2.  | 1995年5月22日  | コーラルスプリングス | クレー            | トッド・ウッドブリッジ       | 4–6, 2–6                |
| 優勝   | 3.  | 1996年10月13日 | 北京                 | ハード            | マルティン・ダム             | 7–6, 6–4                |
| 準優勝 | 3.  | 1997年2月3日   | ザグレブ             | カーペット (室内) | ゴラン・イワニセビッチ       | 6–7, 6–4, 6–7           |
| 準優勝 | 4.  | 1997年2月17日  | サンノゼ             | ハード (室内)     | ピート・サンプラス           | 6–3, 0–5, 途中棄権      |
| 優勝   | 4.  | 1997年6月22日  | ノッティンガム       | 芝                | カロル・クチェラ             | 6–4, 7–5                |
| 準優勝 | 5.  | 1997年9月8日   | 全米オープン         | ハード            | パトリック・ラフター         | 3–6, 2–6, 6–4, 5–7      |
| 優勝   | 5.  | 1997年10月5日  | バーゼル             | カーペット (室内) | マーク・フィリプーシス       | 6–3, 7–6, 7–6           |
| 準優勝 | 6.  | 1997年10月13日 | ウィーン             | カーペット (室内) | ゴラン・イワニセビッチ       | 6–3, 7–6, 6–7, 2–6, 3–6 |
| 準優勝 | 7.  | 1998年2月9日   | スプリト             | カーペット (室内) | ゴラン・イワニセビッチ       | 6–7, 6–7                |
| 優勝   | 6.  | 1998年2月22日  | アントワープ         | ハード            | マルク・ロセ                 | 7–6, 3–6, 6–1, 6–4      |
| 準優勝 | 8.  | 1998年3月16日  | インディアンウェルズ | ハード            | マルセロ・リオス             | 3–6, 7–6, 6–7, 4–6      |
| 準優勝 | 9.  | 1998年10月5日  | トゥールーズ         | ハード (室内)     | ヤン・シーメリンク           | 4–6, 4–6                |
| 優勝   | 7.  | 1998年11月8日  | パリ                 | ハード (室内)     | ピート・サンプラス           | 6–4, 7–6, 6–3           |
| 準優勝 | 10. | 1999年3月1日   | ロンドン             | カーペット (室内) | リカルト・クライチェク       | 6–7, 7–6, 5–7           |
| 準優勝 | 11. | 1999年8月30日  | ボストン             | ハード            | マラト・サフィン             | 4–6, 6–7                |
| 優勝   | 8.  | 1999年10月4日  | ミュンヘン           | カーペット (室内) | トミー・ハース               | 6–3, 6–4, 6–7, 7–6      |
| 優勝   | 9.  | 1999年10月17日 | ウィーン             | カーペット (室内) | ニコラス・キーファー         | 6–7, 2–6, 6–3, 7–5, 6–4 |
| 優勝   | 10. | 2001年3月4日   | サンノゼ             | ハード (室内)     | アンドレ・アガシ             | 6–3, 6–4                |
| 優勝   | 11. | 2002年1月13日  | オークランド         | ハード            | ジェローム・ゴルマール       | 6–7, 6–4, 7–5           |
| 優勝   | 12. | 2002年8月18日  | インディアナポリス   | ハード            | フェリックス・マンティーリャ | 6–7, 6–4, 6–4           |
| 優勝   | 13. | 2003年6月22日  | ノッティンガム       | 芝                | マーディ・フィッシュ         | 6–3, 6–2                |
| 優勝   | 14  | 2004年7月11日  | ニューポート         | 芝                | アレクサンダー・ポップ       | 7–6, 7–6                |
| 準優勝 | 12. | 2004年10月18日 | モスクワ             | カーペット (室内) | ニコライ・ダビデンコ         | 6–3, 3–6, 5–7           |
| 優勝   | 15. | 2005年7月10日  | ニューポート         | 芝                | ヴィンセント・スペーディア   | 7–6, 2–6, 6–4           |

### ダブルス: 5回 (3勝2敗)
| 結果   | No. | 決勝日         | 大会           | サーフェス        | パートナー               | 対戦相手                                | スコア        |
| ------ | --- | -------------- | -------------- | ----------------- | ------------------------ | --------------------------------------- | ------------- |
| 優勝   | 1.  | 1994年7月7日   | ニューポート   | 芝                | アレックス・アントニッチ | ケント・キニア デビッド・ウィートン     | 6–4, 3–6, 6–4 |
| 準優勝 | 1.  | 1994年10月17日 | ウィーン       | ハード (室内)     | アレックス・アントニッチ | マイク・バウアー ダビド・リクル         | 7–6, 6–4      |
| 準優勝 | 2.  | 1995年3月12日  | コペンハーゲン | ハード (室内)     | ギヨーム・ラウー         | マーク・ケイル ペテル・ニューボリ       | 6–7, 6–4, 7–6 |
| 優勝   | 2.  | 1996年9月15日  | ボーンマス     | ハード            | マルク＝ケビン・ゲルナー | ロドルフ・ジルベール ヌーノ・マルケス   | 6–3, 7–6      |
| 優勝   | 3.  | 1999年3月1日   | ロンドン       | カーペット (室内) | ティム・ヘンマン         | バイロン・ブラック ウェイン・フェレイラ | 6–3, 7–6      |

## 4大大会シングルス成績
略語の説明
| W | F | SF | QF | #R | RR | Q# | LQ | A | Z# | PO | G | S | B | NMS | P | NH |

W=優勝, F=準優勝, SF=ベスト4, QF=ベスト8, #R=#回戦敗退, RR=ラウンドロビン敗退, Q#=予選#回戦敗退, LQ=予選敗退, A=大会不参加, Z#=デビスカップ/BJKカップ地域ゾーン, PO=デビスカップ/BJKカッププレーオフ, G=オリンピック金メダル, S=オリンピック銀メダル, B=オリンピック銅メダル, NMS=マスターズシリーズから降格, P=開催延期, NH=開催なし.
| 大会           | 1992 | 1993 | 1994 | 1995 | 1996 | 1997 | 1998 | 1999 | 2000 | 2001 | 2002 | 2003 | 2004 | 2005 | 2006 | 通算成績 |
| -------------- | ---- | ---- | ---- | ---- | ---- | ---- | ---- | ---- | ---- | ---- | ---- | ---- | ---- | ---- | ---- | -------- |
| 全豪オープン   | A    | A    | 1R   | 3R   | 1R   | 1R   | 3R   | 2R   | A    | 4R   | 3R   | A    | 1R   | 2R   | A    | 11–10    |
| 全仏オープン   | A    | A    | 3R   | A    | 2R   | 1R   | 1R   | 4R   | 1R   | 2R   | A    | 1R   | 1R   | 1R   | 1R   | 7–11     |
| ウィンブルドン | LQ   | 1R   | 2R   | 4R   | 2R   | QF   | 1R   | 4R   | 1R   | 4R   | 4R   | 2R   | 2R   | 2R   | 1R   | 21–14    |
| 全米オープン   | LQ   | A    | 1R   | 1R   | 1R   | F    | 3R   | 4R   | 2R   | 3R   | 3R   | 1R   | 1R   | 1R   | 1R   | 16–13    |